# Schwedischer Fußballpokal der Männer 2003
Der schwedische Fußballpokal 2003 (auch Svenska Cupen 2003 genannt) war die 48. Austragung des Fußballpokalwettbewerbs der Männer. Die 1. Runde begann am 27. März 2003. Das Finale fand am 1. November 2003 im Råsundastadion von Solna statt. Titelverteidiger war Djurgårdens IF.
Pokalsieger wurde IF Elfsborg. Das Team setzte sich im Finale mit 2:0 gegen den Zweitligisten Assyriska FF durch. Der Sieger qualifizierte sich für die 2. Qualifikationsrunde des UEFA-Pokals.

## Modus
Alle Begegnungen wurden im K.-o.-System ausgetragen. Bei unentschiedenem Ausgang trat die Silver-Goal-Regel in Kraft und gab es eine 15-minütige Verlängerung. Die Mannschaft, die am Ende dieses Abschnitts in Führung liegt, hatte das Spiel gewonnen. Stand es weiterhin unentschieden, wurde die ansonsten entfallende zweite Halbzeit der Verlängerung mit ebenfalls 15 Minuten Länge gespielt. War das Spiel nach 120 Minuten immer noch nicht entschieden, folgte ein Elfmeterschießen.
In der 1. Runde traten 64 Mannschaften der dritten Spielklasse oder darunter gegeneinander an. In der 2. Runde wurde den Mannschaften der Allsvenskan bzw. Superettan jeweils ein Sieger der 1. Runde zugelost.

## Teilnehmer
| Fotbollsallsvenskan (14) (Level 1) | Fotbollsallsvenskan (14) (Level 1) | Superettan (16) (Level 2) | Superettan (16) (Level 2) |
| --- | --- | --- | --- |
| - Djurgårdens IF - IF Elfsborg - IFK Göteborg - Hammarby IF - Halmstads BK - Helsingborgs IF - Kalmar FF | - Landskrona BoIS - Malmö FF - IFK Norrköping - AIK Solna - GIF Sundsvall - Örebro SK - Örgryte IS                                                                                                 | - Ängelholms FF - Assyriska FF - Åtvidabergs FF - IK Brage - IF Brommapojkarna - FC Café Opera - Enköpings SK - Gefle IF                                                                                   | - BK Häcken - IFK Malmö - Mjällby AIF - Östers IF - IF Sylvia - Trelleborgs FF - Västerås SK - Västra Frölunda IF                                                |
| Division 2 (26) (Level 3) | Division 2 (26) (Level 3) | Division 3 (23) (Level 4) | Division 3 (23) (Level 4) |
| - Degerfors IF - BK Forward - Friska Viljor FC - GAIS Göteborg - IFK Hässleholm - Helsingborgs Södra FF - Hjulsbro IK - Höllvikens GIF - Husqvarna FF - IFK Lidingö - Linköpings FF - IFK Luleå - Myresjö IF | - IFK Ölme - Qviding FIF - Robertsfors IK - Rynninge IK - Skärhamns IK - Spårvägens FF - Topkapi IK - FC Trollhättan - Vallentuna BK - Valsta Syrianska IK - IFK Värnamo - Väsby IK - Ystads IF FF | - Åkarps IF - Arameisk-Syrianska IF - Bjärreds FF - Carlstad United BK - Enskede IK - Floda BoIF - Fårösund GoIK - Gerdskens BK - Gestrike-Hammarby IF - Hudiksvalls ABK - Jonsereds IF - Kristianstads FF | - Kulladals FF - Ljungby IF - IFK Mora - Nässjö FF - Nyköpings BIS - IFK Skövde - Sörfors IF - IFK Sundsvall - Vasalunds/Essinge IF - Växjö BK - Ytterhogdals IK |
| Division 4 (10) (Level 5) | Division 4 (10) (Level 5) | Division 5 (6) (Level 6) | Division 6 (3) (Level 7) |
| - Bälinge IF - Bara GoIF - Eneby BK - Hargs BK - Kolsva IF | - Öxelösunds IK - Skövde AIK - Smedby BoIK - Snöstorp Nyhem FF - IFK Trollhättan | - IFK Åmål - AIK Atlas - Gagnefs IF - Hamre MM - Rydboholms SK - Trönninge IF | - Ålekulla IF - Östra Ryds IF - Rådhuset FC |

## 1. Runde
Teilnehmer: 26 Vereine der Division 2, 23 Vereine der Division 3, 10 Vereine der Division 4, sechs Vereine der Division 5 und drei Vereine der Division 6. In der Klammer ist die jeweilige Ligaebene angegeben, in der der Verein in der Saison 2002 spielte.
| Datum      |                             | Ergebnis   |                           |
| ---------- | --------------------------- | ---------- | ------------------------- |
| 27.03.2003 | Enskede IK (IV)             | 1:3        | Valsta Syrianska IK (III) |
| 30.03.2003 | Hamre MM (VI)               | 1:5        | Degerfors IF (III)        |
| 01.04.2003 | Nässjö FF (IV)              | 0:1 n. SG. | Linköpings FF (III)       |
| 06.04.2003 | Bälinge IF (V)              | 2:3        | BK Forward (III)          |
| 08.04.2003 | IFK Trollhättan (V)         | 0:2        | Qviding FIF (III)         |
| 08.04.2003 | Eneby BK (V)                | 1:2        | IFK Ölme (III)            |
| 08.04.2003 | IFK Lidingö (III)           | 0:2        | Vallentuna BK (III)       |
| 09.04.2003 | Rydboholms SK (VI)          | 00:10      | IFK Värnamo (III)         |
| 09.04.2003 | IFK Mora (IV)               | 1:3        | Ytterhogdals IK (IV)      |
| 12.04.2003 | Gagnefs IF (VI)             | 0:5        | Gestrike-Hammarby IF (IV) |
| 12.04.2003 | Husqvarna FF (III)          | 2:0        | Hjulsbro IK (III)         |
| 12.04.2003 | Bjärreds FF (IV)            | 0:8        | Myresjö IF (III)          |
| 12.04.2003 | IFK Sundsvall (IV)          | 6:2        | Robertsfors IK (III)      |
| 12.04.2003 | Bara GoIF (V)               | 2:3 n. SG. | Ljungby IF (IV)           |
| 12.04.2003 | Fårösund GoIK (IV)          | 2:3        | Topkapi IK (III)          |
| 12.04.2003 | Skövde AIK (V)              | 0:4        | FC Trollhättan (III)      |
| 12.04.2003 | Smedby BoIK (V)             | 1:4        | Kristianstads FF (IV)     |
| 12.04.2003 | Snöstorp Nyhem FF (V)       | 0:1        | Växjö BK (IV)             |
| 12.04.2003 | Sörfors IF (IV)             | 1:2 n. SG. | IFK Luleå (III)           |
| 12.04.2003 | Trönninge IF (VI)           | 1:3        | Åkarps IF (IV)            |
| 12.04.2003 | AIK Atlas (VI)              | 0:7        | Ystads IF FF (III)        |
| 12.04.2003 | Gerdskens BK (IV)           | 1:0        | Jonsereds IF (IV)         |
| 12.04.2003 | IFK Åmål (VI)               | 0:2        | Floda BoIF (IV)           |
| 12.04.2003 | Kulladals FF (IV)           | 2:3        | IFK Hässleholm (III)      |
| 12.04.2003 | Ålekulla IF (VII)           | 0:9        | GAIS Göteborg (III)       |
| 13.04.2003 | Hudiksvalls ABK (IV)        | 0:6        | Friska Viljor FC (III)    |
| 13.04.2003 | IFK Skövde (IV)             | 0:2        | Skärhamns IK (III)        |
| 13.04.2003 | Kolsva IF (V)               | 2:4        | Carlstad United BK (IV)   |
| 13.04.2003 | Östra Ryds IF (VII)         | 3:5        | Öxelösunds IK (V)         |
| 13.04.2003 | Hargs BK (V)                | 0:4        | Vasalunds/Essinge IF (IV) |
| 13.04.2003 | Rådhuset FC (VII)           | 0:6        | Väsby IK (III)            |
| 14.04.2003 | Nyköpings BIS (IV)          | 1:3        | Rynninge IK (III)         |
| 14.04.2003 | Helsingborgs Södra FF (III) | 0:1        | Höllvikens GIF (III)      |
| 18.04.2003 | Arameisk-Syrianska IF (IV)  | 1:3        | Spårvägens FF (III)       |

## 2. Runde
Teilnehmer: Die 34 Sieger der 1. Runde und alle Mannschaften der Allsvenskan 2002 und der Superettan 2002.
| Datum      |                           | Ergebnis              |                           |
| ---------- | ------------------------- | --------------------- | ------------------------- |
| 29.04.2003 | Höllvikens GIF (III)      | 0:4                   | BK Häcken (II)            |
| 29.04.2003 | IFK Ölme (III)            | 0:1                   | Enköpings SK (II)         |
| 29.04.2003 | Ljungby IF (IV)           | 0:0 n. V. (5:4 i. E.) | Ängelholms FF (II)        |
| 29.04.2003 | GAIS Göteborg (III)       | 2:1                   | IK Brage (II)             |
| 29.04.2003 | IFK Luleå (III)           | 3:0                   | Mjällby AIF (II)          |
| 29.04.2003 | Topkapi IK (III)          | 1:6                   | Gefle IF (II)             |
| 30.04.2003 | Skärhamns IK (III)        | 2:1                   | Vasalunds/Essinge IF (IV) |
| 30.04.2003 | BK Forward (III)          | 0:1 n. SG.            | Helsingborgs IF (I)       |
| 30.04.2003 | Rynninge IK (III)         | 3:0                   | Västra Frölunda IF (II)   |
| 30.04.2003 | Floda BoIF (IV)           | 1:9                   | Örgryte IS (I)            |
| 30.04.2003 | IFK Sundsvall (IV)        | 0:7                   | Assyriska FF (II)         |
| 01.05.2003 | Spårvägens FF (III)       | 1:2                   | Halmstads BK (I)          |
| 01.05.2003 | Vallentuna BK (III)       | 1:2                   | Örebro SK (I)             |
| 01.05.2003 | FC Trollhättan (III)      | 0:0 n. V. (3:5 i. E.) | FC Café Opera (II)        |
| 01.05.2003 | Gestrike-Hammarby IF (IV) | 2:3 n. SG.            | IF Brommapojkarna (II)    |
| 01.05.2003 | Kristianstads FF (IV)     | 0:1                   | IFK Norrköping (I)        |
| 01.05.2003 | Qviding FIF (III)         | 2:0                   | Landskrona BoIS (I)       |
| 01.05.2003 | Valsta Syrianska IK (III) | 1:2                   | Kalmar FF (I)             |
| 01.05.2003 | Ytterhogdals IK (IV)      | 0:5                   | Hammarby IF (I)           |
| 01.05.2003 | Åkarps IF (IV)            | 1:8                   | Östers IF (II)            |
| 01.05.2003 | Friska Viljor FC (III)    | 0:1                   | IFK Göteborg (I)          |
| 01.05.2003 | Gerdskens BK (IV)         | 0:4                   | IF Elfsborg (I)           |
| 01.05.2003 | IFK Värnamo (III)         | 1:2                   | Västerås SK (II)          |
| 01.05.2003 | Ystads IF FF (III)        | 0:6                   | GIF Sundsvall (I)         |
| 01.05.2003 | Husqvarna FF (III)        | 1:2 n. SG.            | Malmö FF (I)              |
| 01.05.2003 | Linköpings FF (III)       | 1:2 n. SG.            | Degerfors IF (III)        |
| 01.05.2003 | Myresjö IF (III)          | 3:1                   | IF Sylvia (II)            |
| 01.05.2003 | IFK Hässleholm (III)      | 1:2                   | Trelleborgs FF (II)       |
| 01.05.2003 | Växjö BK (IV)             | 4:5 n. SG.            | IFK Malmö (II)            |
| 02.05.2003 | Öxelösunds IK (V)         | 0:7                   | Djurgårdens IF (I)        |
| 07.05.2003 | Carlstad United BK (IV)   | 1:4                   | AIK Solna (I)             |
| 07.05.2003 | Väsby IK (III)            | 4:1                   | Åtvidabergs FF (II)       |

## 3. Runde
| Datum      |                     | Ergebnis   |                        |
| ---------- | ------------------- | ---------- | ---------------------- |
| 20.05.2003 | Ljungby IF (IV)     | 1:5        | IF Elfsborg (I)        |
| 20.05.2003 | Rynninge IK (III)   | 1:2        | Skärhamns IK (III)     |
| 23.05.2003 | Örgryte IS (I)      | 3:0        | Helsingborgs IF (I)    |
| 28.05.2003 | GAIS Göteborg (III) | 2:3        | Kalmar FF (I)          |
| 28.05.2003 | Väsby IK (III)      | 3:0        | FC Café Opera (II)     |
| 28.05.2003 | Östers IF (II)      | 3:1        | Västerås SK (II)       |
| 28.05.2003 | Degerfors IF (III)  | 1:2 n. SG. | Örebro SK (I)          |
| 29.05.2003 | AIK Solna (I)       | 2:0        | BK Häcken (II)         |
| 29.05.2003 | Qviding FIF (III)   | 1:3        | Trelleborgs FF (II)    |
| 29.05.2003 | IFK Luleå (III)     | 0:4        | Malmö FF (I)           |
| 29.05.2003 | Myresjö IF (III)    | 0:1        | Assyriska FF (II)      |
| 29.05.2003 | Gefle IF (II)       | 0:6        | Djurgårdens IF (I)     |
| 29.05.2003 | IFK Norrköping (I)  | 1:0        | IF Brommapojkarna (II) |
| 29.05.2003 | IFK Göteborg (I)    | 3:2        | IFK Malmö (II)         |
| 04.06.2003 | GIF Sundsvall (I)   | 2:1 n. SG. | Hammarby IF (I)        |
| 05.06.2003 | Enköpings SK (II)   | 1:2 n. SG. | Halmstads BK (I)       |

## Achtelfinale
| Datum      |                     | Ergebnis   |                    |
| ---------- | ------------------- | ---------- | ------------------ |
| 18.06.2003 | Väsby IK (III)      | 1:0        | GIF Sundsvall (I)  |
| 25.06.2003 | Trelleborgs FF (II) | 3:1        | Kalmar FF (I)      |
| 26.06.2003 | AIK Solna (I)       | 3:0        | Östers IF (II)     |
| 26.06.2003 | IFK Göteborg (I)    | 2:0        | IFK Norrköping (I) |
| 26.06.2003 | Skärhamns IK (III)  | 2:4        | IF Elfsborg (I)    |
| 26.06.2003 | Malmö FF (I)        | 0:4        | Djurgårdens IF (I) |
| 09.07.2003 | Örebro SK (I)       | 2:3 n. SG. | Assyriska FF (II)  |
| 07.08.2003 | Halmstads BK (I)    | 2:1        | Örgryte IS (I)     |

## Viertelfinale
| Datum      |                    | Ergebnis   |                     |
| ---------- | ------------------ | ---------- | ------------------- |
| 07.08.2003 | Assyriska FF (II)  | 4:1        | IFK Göteborg (I)    |
| 07.08.2003 | Väsby IK (III)     | 1:4        | IF Elfsborg (I)     |
| 28.08.2003 | Halmstads BK (I)   | 2:1        | Trelleborgs FF (II) |
| 02.10.2003 | Djurgårdens IF (I) | 2:1 n. SG. | AIK Solna (I)       |

## Halbfinale
| Datum      |                    | Ergebnis |                   |
| ---------- | ------------------ | -------- | ----------------- |
| 25.09.2003 | Halmstads BK (I)   | 0:4      | IF Elfsborg (I)   |
| 16.10.2003 | Djurgårdens IF (I) | 0:4      | Assyriska FF (II) |

## Finale
| Paarung        | IF Elfsborg – Assyriska FF |
| Ergebnis       | 2:0 (1:0) |
| Datum          | 1. November 2003 |
| Stadion        | Råsundastadion, Solna |
| Zuschauer      | 10.280 |
| Schiedsrichter | Miro Ukalovic |
| Tore           | 1:0 Lasse Nilsson (4.) 2:0 Lasse Nilsson (67.) |
| IF Elfsborg    | Johan Wiland – Martin Andersson, Kristoffer Arvhage, Joakim Alexandersson, Johan Karlsson – Jonas Lundén, Samuel Holmén, Magnus Samuelsson, Andreas Klarström – Lars Nilsson (71. Jurica Siljanoski), Hans Berggren Cheftrainer: Anders Grönhagen              |
| Assyriska FF   | Erland Hellström – Johan Ländin, Pierre Bengtsson, Zoran Manović, Ghassan Heamed (79. Tomas Andersson) – Pagguy Zunda (66. Kabba Samura), Ivan Isakovic, Michael Borgqvist, Dennis Östlundh – Joel Riddez, Christos Christoforidis Cheftrainer: Conny Karlsson |